# 汀尼爾森·拉梅特
汀尼爾森·拉梅特·赫南德茲（西班牙語：Dinelson Lamet Hernandez，1992年7月18日—），為多明尼加棒球選手，守備位置為投手，現效力於中華職棒台鋼雄鷹。曾效力於美國職棒教士、洛磯、紅襪與道奇等隊。

## 職業生涯

### 聖地牙哥教士
2012年，拉梅特以國際自由球員身分與費城人簽約。不過由於中間手續出現問題，導致費城人沒有順利簽下他。最後教士隊在2014年6月以10萬美元簽下拉梅特。2015年，他在1A投出僅2.99的防禦率。於是他在2016年順利升上高階1A。
拉梅特在2016年季中升上2A。合計他這年拿下12勝10敗，防禦率為3.00。2017年5月25日，拉梅特登上大聯盟。不過他在2018年動了湯米約翰手術導致球季報銷。
2019年，他先在小聯盟投球找回手感。並在季中升上大聯盟，該年他出賽14場比賽，拿下3勝5敗，防禦率為4.07。
2020年，拉梅特先發12場比賽，拿下3勝1敗，防禦率2.09的好成績。可惜他在球季末受傷導致無法參與季後賽，最後教士隊在第二輪輸給道奇。而拉梅特最後成功入選大聯盟年度第二隊。

### 科羅拉多洛磯
2022年8月1日，教士將拉梅特、泰洛·羅傑斯、艾斯圖瑞·魯易茲和Robert Gasser交易到釀酒人，換來賈許·海德。不過釀酒人在兩天後就把拉梅特給指定讓渡。
2022年8月5日，洛磯從讓渡名單中選走拉梅特。該年他的防禦率為4.05，隔年防禦率高達11.57，因此他在2023年6月17日遭到指定讓渡。

### 波士頓紅襪
2023年6月28日，拉梅特與紅襪簽下小聯盟約他在3A繳出3.72的防禦率。後來成功回到大聯盟。但他在紅襪的初登板僅投2局便失3分，最後他在8月14日拒絕下放後成為自由球員。

### 洛杉磯道奇
2024年2月3日，拉梅特加盟道奇。他在4月1日登上大聯盟，兩天後拿下生涯首次救援成功。他在道奇繳出2.06的防禦率，不過他在4月6日並被指定讓渡。後來他在3A拿下3勝1敗，防禦率4.82。

### 堪薩斯市皇家
2024年6月19日，拉梅特加盟皇家。他在3A拿下5勝3敗，防禦率4.81。

### 韋拉克魯斯老鷹
2025年2月27日，拉梅特加盟墨西哥聯盟韋拉克魯斯老鷹。

### 台鋼雄鷹
2025年8月5日，拉梅特加盟中華職棒台鋼雄鷹，登錄名為「那瑪夏」。

## 外部連結
- 汀尼爾森·拉梅特的Instagram帳戶
- 汀尼爾森·拉梅特在台灣棒球維基館上的頁面（繁體中文）
- 迪内尔森·莱梅特在美國職棒官網（英语）
- 迪内尔森·莱梅特在Baseball-Reference.com（大聯盟）（英语）
- 迪内尔森·莱梅特在Baseball-Reference.com（小聯盟以及海外聯盟）（英语）
- 迪内尔森·莱梅特在ESPN（MLB）（英语）
- 迪内尔森·莱梅特在FanGraphs.com（英语）
- 迪内尔森·莱梅特在Retrosheet（英语）
- 迪内尔森·莱梅特在The Baseball Cube（英语）